# Ageleradix zhishengi
Ageleradix zhishengi là một loài nhện trong họ Agelenidae.
Loài này thuộc chi Ageleradix. Ageleradix zhishengi được Zhang, Li & Yajun Xu miêu tả năm 2008.